# Cameron (förnamn)
Cameron är både ett könsneutralt förnamn som kan användas av både kvinnor och män, och ett efternamn. Det är ett skotskt namn som betyder krokig näsa.
Den 31 december 2014 fanns det totalt 22 kvinnor och 206 män folkbokförda i Sverige med namnet Cameron, varav 8 kvinnor och 110 män bar det som tilltalsnamn.
Namnsdag saknas.

## Personer med förnamnet Cameron

### Kvinnor
- Cameron Diaz (född 1972), amerikansk skådespelare

### Män
- Cameron Baerg (född 1972), kanadensisk roddare
- Cameron Bancroft (född 1967), kanadensisk skådespelare
- Cameron Borthwick-Jackson (född 1997), engelsk fotbollsspelare
- Cameron Boyce (född 1999), amerikansk dansare, skådespelare och barnmodell
- Cameron van der Burgh (född 1988), sydafrikansk roddare
- Cameron Cartio (född 1978), svensk sångare
- Cameron Crowe (född 1957), amerikansk filmregissör
- Cameron Duodo (född 1937), ghanansk författare och journalist
- Cameron Jerome (född 1986), engelsk fotbollsspelare
- Cameron Mackintosh (född 1946), brittisk musikalproducent
- Cameron McKenzie-McHarg (född 1980), australisk roddare
- Cameron Mitchell (1918–1994), amerikansk skådespelare
- Cameron A. Morrison (1869–1953), amerikansk politiker, demokrat, guvernör i North Carolina
- Cam Neely (född 1965), kanadensisk ishockeyspelare
- Cameron Ocasio (född 1999), amerikansk tonårsskådespelare
- Cameron Schilling (född 1988), amerikansk ishockeyspelare
- Cameron Woodward, australisk speedwayförare